# Artur Karvacki
Artur Karvacki (belaruszul: Артур Карвацкі) (Preiļi, 1996. január 21. –) lett származású fehérorosz válogatott kézilabdázó, jobbátlövő, az RK Zagreb játékosa.

## Pályafutása

### Klubcsapatokban
Artur Karvacki Lettországban született, kézilabdázni azonban már Fehéroroszországban kezdett. Első csapata a Masheka Mogilev volt, innen került az SKA Minszk csapatához, ahol négy idényen át játszott. 2017 májusában a lejáró szerződését nem újította meg a klub, Karvacki pedig a magyar élvonalban szereplő Balatonfüredi KSE együttesében folytatta pályafutását. 2019 februárjában közös megegyezéssel szerződést bontott a csapattal és a horvát RK Zagrebhez igazolt.

### A válogatottban
A fehérorosz válogatottban 2013-ban lépett pályára először. Részt vett a 2018-as Európa-bajnokságon.

## Statisztikája a válogatottban
| Fehéroroszország | Fehéroroszország | Fehéroroszország |
| Év               | Pályára lépés    | Gól              |
| ---------------- | ---------------- | ---------------- |
| 2013             | 2                | 7                |
| 2014             | 0                | 0                |
| 2015             | 2                | 4                |
| 2016             | 5                | 9                |
| 2017             | 11               | 36               |
| Összesen         | 20               | 56               |